# كريستوفر دوناهو

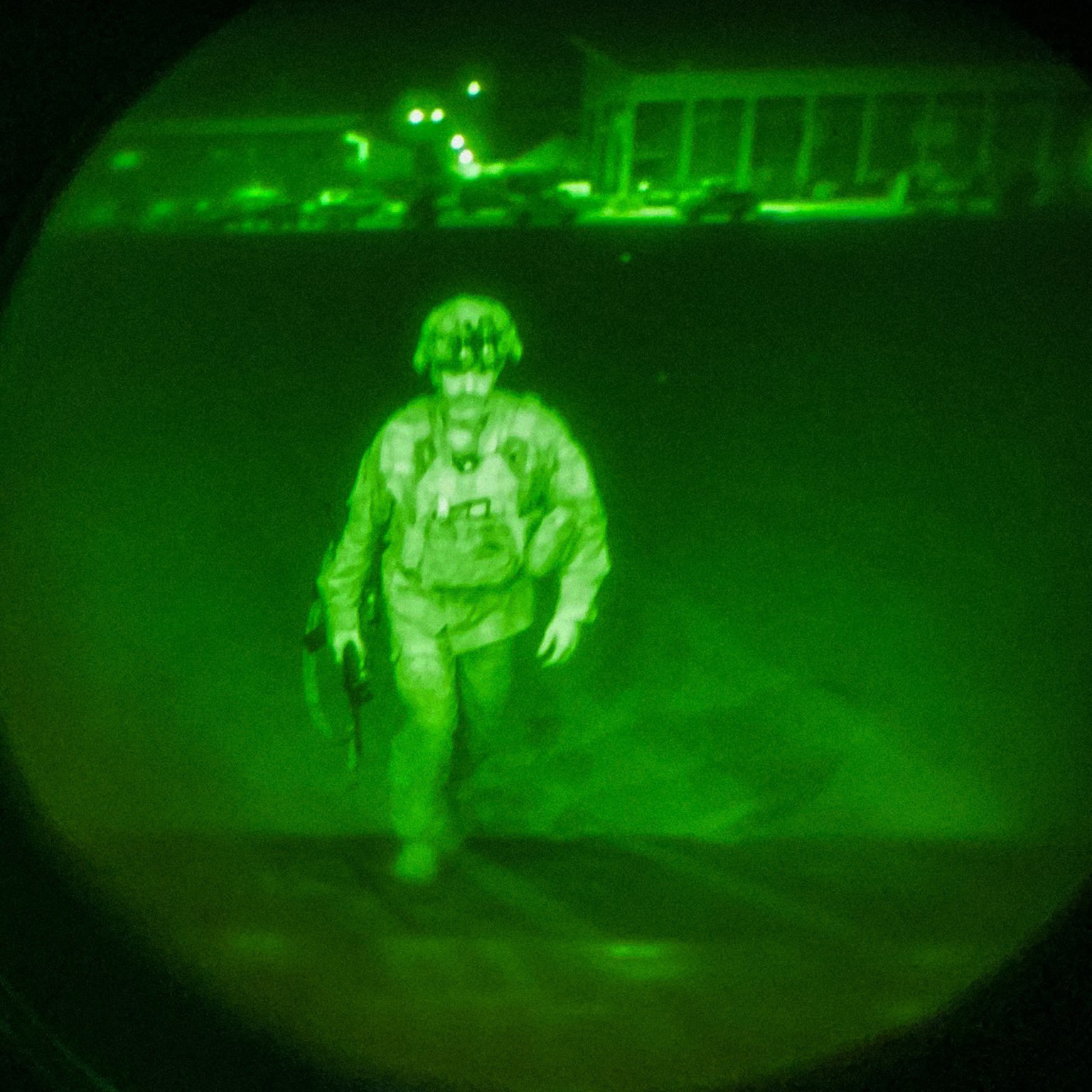
يعتبر اللواء كريستوفر دوناهو قائد الفرقة المجوقلة الـ 82، آخر عنصر من القوات الأمريكية يغادر أفغانستان.

كريستوفر دوناهو هو ضابط أمريكي، ولد في 13 أغسطس 1969. يعرف بأنه آخر جندي من القوات الأمريكية يغادر أفغانستان بعد انسحاب القوات الأمريكية من أفغانستان 2021.